# دریاچه خان‌چالی
دریاچه خان‌چالی (گرجی: ხანჩალი) یک دریاچه زمین ساختی-آتشفشانی در شهرداری نینوتسمیندا، در منطقه سامتسخه-جاواختی و در کشور گرجستان است. این دریاچه واقع در بخش مرکزی فلات جاواختی، در بلندای ۱۹۳۱ متر بالاتر از سطح دریا قرار دارد و مساحت سطح آن ۵ کیلومتر مربع است.  بیشینه ژرفای دریاچه ۱.۴ متر است. این دریاچه از آب برف، بارندگی و آب‌های زیرزمینی تغذیه می‌شود. سطح آب در فصل بهار بیشتر و در پایان فوریه کمتر است.
آب ۱۰ رودخانه به این دریاچه ریخته می‌شود. رودخانه آغری‌چای از سمت شرقی دریاچه جاری می‌شود و پس از گذشت چندین کیلومتر به سمت چپ رودخانه پاراوانی می‌پیوندد. دامنه سطح سالانه ۱ متر است. خانچالی در ۵۰ سال گذشته تغییرات انسانی شدیدی را تجربه کرده است. به ویژه، شکل و سطح آب خان‌چالی چندین بار برای رفع نیازهای صنعتی در زمان شوروی و پس از آن تغییر یافت. میان سال‌های ۱۹۶۸ و ۱۹۸۰ میلادی، این دریاچه به طور کامل برای اهداف کشاورزی خشک شد. در سال ۱۹۹۷ بار دیگر دریاچه پرآب شد. هم‌اکنون، پس از اصلاح بخش شمال غربی دریاچه برای اهداف کشاورزی، نیمی از اندازه اصلی آن است. دریاچه خان‌چالی بخشی از ذخیره‌گاه حفاظت‌شده خان‌چالی است.